# 天満神社 (高山市)
天満神社（てんまんじんじゃ）は、岐阜県高山市にある神社（天満宮）である。通称村山天神と呼ばれる。

## 概略・由緒
創立年紀不詳。室町時代の中流公家で武将の姉小路尹綱の軍が戦に敗れた際、同家に伝わっていた菅原道真の本像がここに祀られ、以来学問の神、天神宮として信仰を集めるようになった。しかしそれ以前から飛騨国造大八椅命が天津神社をこの地に祀ったのが始まりとされており、天津神との合祀とされた。また、式内社である大津神社の論社として延喜式神名帳に記載されている（大津は天津の誤字の可能性）。
神社一帯の河岸段丘には埋蔵文化財包蔵地「村山遺跡」が広がっており、境内には岐阜県の史跡に指定された竪穴建物跡の「縄文式住居跡」がある。

## 祭神
- 天津神
- 菅原道真
- 建速魂神
- 天児屋根神

## 文化財（史跡）
- 縄文式住居跡‐神社一帯に広がる村山遺跡は1951年（昭和26年）に発掘調査され[2]、岐阜県下で縄文時代の竪穴建物跡の全容が明らかになった初の例だった。遺構からは土器片約9700片（推定個体数1118点以上）、石器200点が出土した。「縄文式住居跡」の名称で1956年（昭和31年）2月24日に県の史跡に指定された[1]。

## 交通機関
- 高山本線飛騨国府駅より徒歩約50分。
- 高山本線上枝駅より徒歩約25分。